# Tubastraea floreana
Tubastraea floreana är en korallart som beskrevs av Wells 1982. Tubastraea floreana ingår i släktet Tubastraea och familjen Dendrophylliidae. IUCN kategoriserar arten globalt som akut hotad. Inga underarter finns listade i Catalogue of Life.